# Niels Ebbesens Vej
Niels Ebbesens Vej er en gade på Frederiksberg i København, der går fra Vodroffsvej i øst til H.C. Ørsteds Vej i vest. Det er en ensrettet gade med hastighedsdæmpende foranstaltninger. Skolen ved søerne ligger i nr. 10. Gaden er opkaldt efter den jyske adelsmand og oprører Niels Ebbesen (1308-1340).

## Historie og bygninger
Niels Ebbesens Vej var oprindeligt en privat vej, der forbandt Vodroffsgård med dets marker i vest. Den blev omdannet til en offentlig vej og udbygget efterhånden i slutningen af 1860'erne. En af de første huse på vejen lå på hjørnet af Lykkesholms Allé. Den blev senere omdannet til Den Praktiske Tjenestepigeskole. Skolen flyttede efterfølgende til Emiliegade 3 i 1875.
I 1873 åbnede Kjøbenhavns Forstæders Sporveisselskab hestesporvognslinjen Blegdamslinjen, der kom til at køre ad Niels Ebbesens Vej på sin vej fra Trianglen til Trommesalen. Linjen blev elektrificeret i 1901. Efter omdannelser af linjenettet blev en linje fra Kapelvej via Niels Ebbesens Vej til Rådhuspladsen til linje 8 i 1902. Sporvognene forsvandt fra Niels Ebbesens Vej i 1933, da linje 8 omlagdes ad Gyldenløvesgade til en ny endestation ved Hillerødgade.
I 1876-1877 opførtes Skolen på Niels Ebbesens Vej i nr. 10 ved Carl Plougs Vej efter tegninger af Harald Drewsen. Den tilhørende gymnastikhus blev tegnet af Christian Laurits Thuren. Frederiksberg Gymnasium holdt til i bygningerne fra 1992 til 2004, men nu er det folkeskolen Skolen ved søerne, der holder til her.
Nr. 16 blev opført i 1870 efter tegninger af Johan Andreas Stillmann. Nr. 15 er fra 1871. Hjørneejendommen i nr. 24, Niels Ebbesens Hus, er også fra begyndelsen af 1879'erne.